# Dasyprocta guamara
L'aguti dell'Orinoco (Dasyprocta guamara Ojasti, 1972) è un roditore originario della regione del delta dell'Orinoco, in Venezuela.

## Descrizione
L'aguti dell'Orinoco presenta una lunghezza testa-corpo di circa 46-56 centimetri e un peso che oscilla tra i 3 e i 4,4 chilogrammi. La coda misura 20-23 millimetri, l'orecchio 40-46 millimetri e il piede posteriore 135-144 millimetri. Presenta una colorazione uniforme dal marrone al nero con sfumature ocra. In apparenza assomiglia notevolmente all'aguti dorato (D. leporina), dal quale differisce principalmente nelle proporzioni degli arti rispetto alla testa. La lunghezza del piede posteriore dell'aguti dell'Orinoco è circa il 130% di quella del cranio, quella dell'aguti dorato solo il 115% circa.

## Distribuzione e habitat
L'areale dell'aguti dell'Orinoco è limitato alla regione del delta del fiume omonimo, in Venezuela. La sua presenza è stata riscontrata solamente in due località del Caño Araguabisi nello stato di Delta Amacuro.

## Biologia
L'aguti dell'Orinoco è presente solamente nella regione di fitte paludi del delta dell'Orinoco. Abbiamo a disposizione solo informazioni molto limitate sulle sue abitudini. Ha abitudini diurne e trova riparo nelle cavità dei tronchi degli alberi e in nascondigli simili. È probabile che le zampe più lunghe gli consentano di muoversi meglio attraverso il suo habitat paludoso.
Come le altre specie del genere, è erbivoro e probabilmente si nutre di frutti, semi e foglie. Delle cinque femmine catturate a novembre, due erano gravide di due embrioni ciascuna.

## Tassonomia
L'aguti dell'Orinoco viene classificato come una specie distinta all'interno del genere degli aguti (Dasyprocta), che consiste di più di dieci specie riconosciute. Esso venne descritto per la prima volta dallo zoologo finlandese Juhani Ojasti nel 1972 a partire da individui provenienti dal Caño Araguabisi nello stato di Delta Amacuro in Venezuela.
Non ne vengono riconosciute sottospecie.

## Conservazione
L'aguti dell'Orinoco viene classificato dall'Unione internazionale per la conservazione della natura (IUCN) come «specie prossima alla minaccia» (Near Threatened). Tale valutazione trova giustificazione nelle ridotte estensioni dell'areale, inferiore a 10000 km²; inoltre, è probabile che l'estensione e la qualità dell'habitat siano in diminuzione. Tuttavia, l'areale è protetto dal governo venezuelano e la maggior parte di esso ricade all'interno di aree protette.